# Lagoa Itatiaia
Lagoa Itatiaia är en sjö i Brasilien.   Den ligger i kommunen Campo Grande och delstaten Mato Grosso do Sul, i den södra delen av landet, 900 km sydväst om huvudstaden Brasília. Lagoa Itatiaia ligger 631 meter över havet.
Runt Lagoa Itatiaia är det i huvudsak tätbebyggt. Runt Lagoa Itatiaia är det ganska tätbefolkat, med 248 invånare per kvadratkilometer.